# Магнитный монополь
Магни́тный монопо́ль — гипотетическая элементарная частица, обладающая ненулевым магнитным зарядом — точечный источник радиального магнитного поля. Магнитный заряд является источником статического магнитного поля совершенно так же, как электрический заряд является источником статического электрического поля. 
Магнитный монополь можно представлять как отдельно взятый полюс длинного и тонкого постоянного магнита. Однако у всех известных магнитов всегда два полюса, то есть он является диполем. Если разрезать магнит на две части, то у каждой его части по-прежнему будет два полюса. Все известные элементарные частицы, обладающие электромагнитным полем, являются магнитными диполями.

## История
С созданием физики как науки, основанной на опыте, утвердилось мнение, что электрические и магнитные свойства тел существенно различаются. Это мнение было чётко выражено Уильямом Гильбертом в 1600 году. Установленное Шарлем Кулоном тождество законов притяжения и отталкивания для электрических зарядов и магнитных зарядов — полюсов магнитов, вновь подняло вопрос о сходстве электрических и магнитных сил, однако к концу XVIII века было выяснено, что в лабораторных условиях невозможно создать тело с ненулевым полным магнитным зарядом. Понятие о «магнитно заряженной субстанции» было надолго изгнано из физики после работы Ампера в 1820 году, в которой было доказано, что контур с электрическим током создаёт такое же магнитное поле, как магнитный диполь.
В 1894 году Пьер Кюри изложил в короткой заметке, что введение магнитных зарядов в уравнения Максвелла производится естественно и только делает их более симметричными.
В 2013 году Серджио Северини (Sergio Severini) и Алессандро Сеттими (Alessandro Settimi) были заинтересованы в том, чтобы по-новому взглянуть на второе уравнение Максвелла с нулевой дивергенцией и в связи с полем магнитной индукции. С этой целью оба автора рассмотрели некоторые физические аспекты системы, состоящей из массивных, заряженных и нерелятивистских частиц, как источников электромагнитного поля (ЭМ), распространяющегося в свободном пространстве. В частности, была глубоко исследована связь между сохранением полного импульса и условием нулевой расходимости для поля магнитной индукции. В этой научной статье представлен новый контекст, в котором необходимое условие свойства нулевой расходимости поля магнитной индукции во всем пространстве, известное как условие соленоидальности, вытекает непосредственно из сохранения полного импульса системы, т. е. источников и поля. В целом исследование привело к результатам, которые оставляют открытыми некоторые вопросы о существовании или, по крайней мере, о наблюдаемости магнитных монополей, правдоподобных только теоретически при соответствующих гипотезах симметрии.

## Симметрия уравнений Максвелла
Сформулированные Максвеллом уравнения классической электродинамики связывают электрическое и магнитное поля с движением заряженных частиц. Эти уравнения почти симметричны относительно электричества и магнетизма. Они могут быть сделаны полностью симметричными, если в дополнение к электрическому заряду {\displaystyle q_{\mathrm {e} }} и току ввести некий магнитный заряд {\displaystyle q_{\mathrm {m} }} (плотность магнитного заряда {\displaystyle \rho _{\mathrm {m} }}) и магнитный ток (плотность магнитного тока {\displaystyle \mathbf {j} _{\mathrm {m} }}):
| Название                        | Без магнитных монополей | С магнитными монополями |
| ------------------------------- | --- | --- |
| Теорема Гаусса                  | {\displaystyle \nabla \cdot \mathbf {E} =4\pi \rho _{\mathrm {e} }}                                                                                | {\displaystyle \nabla \cdot \mathbf {E} =4\pi \rho _{\mathrm {e} }} |
| Магнитный закон Гаусса          | {\displaystyle \nabla \cdot \mathbf {B} =0} | {\displaystyle \nabla \cdot \mathbf {B} =4\pi \rho _{\mathrm {m} }} |
| Закон индукции Фарадея          | {\displaystyle -\nabla \times \mathbf {E} ={\frac {1}{c}}{\frac {\partial \mathbf {B} }{\partial t}}}                                              | {\displaystyle -\nabla \times \mathbf {E} ={\frac {1}{c}}{\frac {\partial \mathbf {B} }{\partial t}}+{\frac {4\pi }{c}}\mathbf {j} _{\mathrm {m} }}                                                        |
| Закон Ампера (с током смещения) | {\displaystyle \nabla \times \mathbf {B} ={\frac {1}{c}}{\frac {\partial \mathbf {E} }{\partial t}}+{\frac {4\pi }{c}}\mathbf {j} _{\mathrm {e} }} | {\displaystyle \nabla \times \mathbf {B} ={\frac {1}{c}}{\frac {\partial \mathbf {E} }{\partial t}}+{\frac {4\pi }{c}}\mathbf {j} _{\mathrm {e} }}                                                         |
| Сила Лоренца                    | {\displaystyle \mathbf {F} =q_{\mathrm {e} }\left(\mathbf {E} +{\frac {\mathbf {v} }{c}}\times \mathbf {B} \right)}                                | {\displaystyle \mathbf {F} =q_{\mathrm {e} }\left(\mathbf {E} +{\frac {\mathbf {v} }{c}}\times \mathbf {B} \right)+q_{\mathrm {m} }\left(\mathbf {B} -{\frac {\mathbf {v} }{c}}\times \mathbf {E} \right)} |

| Название                         | Без магнитных монополей | С магнитными монополями (конвенция вебера) | С магнитными монополями (конвенция ампер-метра) |
| -------------------------------- | --- | --- | --- |
| Теорема Гаусса:                  | {\displaystyle \nabla \cdot \mathbf {E} ={\frac {\rho _{\mathrm {e} }}{\varepsilon _{0}}}}                                                   | {\displaystyle \nabla \cdot \mathbf {E} ={\frac {\rho _{\mathrm {e} }}{\varepsilon _{0}}}} | {\displaystyle \nabla \cdot \mathbf {E} ={\frac {\rho _{\mathrm {e} }}{\varepsilon _{0}}}} |
| Магнитный закон Гаусса           | {\displaystyle \nabla \cdot \mathbf {B} =0}                                                                                                  | {\displaystyle \nabla \cdot \mathbf {B} =\rho _{\mathrm {m} }} | {\displaystyle \nabla \cdot \mathbf {B} =\mu _{0}\rho _{\mathrm {m} }} |
| Закон индукции Фарадея:          | {\displaystyle \nabla \times \mathbf {E} =-{\frac {\partial \mathbf {B} }{\partial t}}}                                                      | {\displaystyle \nabla \times \mathbf {E} =-{\frac {\partial \mathbf {B} }{\partial t}}-\mathbf {j} _{\mathrm {m} }} | {\displaystyle \nabla \times \mathbf {E} =-{\frac {\partial \mathbf {B} }{\partial t}}-\mu _{0}\mathbf {j} _{\mathrm {m} }}                                                                                        |
| Закон Ампера (с током смещения): | {\displaystyle \nabla \times \mathbf {B} ={\frac {1}{c^{2}}}{\frac {\partial \mathbf {E} }{\partial t}}+\mu _{0}\mathbf {j} _{\mathrm {e} }} | {\displaystyle \nabla \times \mathbf {B} ={\frac {1}{c^{2}}}{\frac {\partial \mathbf {E} }{\partial t}}+\mu _{0}\mathbf {j} _{\mathrm {e} }}                                                                                           | {\displaystyle \nabla \times \mathbf {B} ={\frac {1}{c^{2}}}{\frac {\partial \mathbf {E} }{\partial t}}+\mu _{0}\mathbf {j} _{\mathrm {e} }}                                                                       |
| Сила Лоренца                     | {\displaystyle \mathbf {F} =q_{\mathrm {e} }\left(\mathbf {E} +\mathbf {v} \times \mathbf {B} \right)}                                       | {\displaystyle \mathbf {F} =q_{\mathrm {e} }\left(\mathbf {E} +\mathbf {v} \times \mathbf {B} \right)} {\displaystyle +{\frac {q_{\mathrm {m} }}{\mu _{0}}}\left(\mathbf {B} -\mathbf {v} \times {\frac {\mathbf {E} }{c^{2}}}\right)} | {\displaystyle \mathbf {F} =q_{\mathrm {e} }\left(\mathbf {E} +\mathbf {v} \times \mathbf {B} \right)} {\displaystyle +q_{\mathrm {m} }\left(\mathbf {B} -\mathbf {v} \times {\frac {\mathbf {E} }{c^{2}}}\right)} |

При этом изменённые уравнения с магнитными монополями переходят в классические уравнения при подстановке {\displaystyle \rho _{\mathrm {m} }=0} и {\displaystyle \mathbf {j} _{\mathrm {m} }=0}, то есть если в рассматриваемой области пространства отсутствуют магнитные заряды. Таким образом можно создать систему уравнений Максвелла с учётом существования магнитных зарядов, при этом классические уравнения просто отражают тот факт, что обычно магнитные заряды не наблюдаются.
Если магнитные заряды существуют, то существование магнитных токов приведёт к существенным поправкам уравнений Максвелла, которые можно наблюдать на макроскопических масштабах.
В новой форме уравнений Максвелла возникают трудности математического описания при помощи вектор-потенциала. При наличии и магнитных и электрических зарядов электромагнитное поле не может быть описано при помощи вектор-потенциала {\displaystyle \mathbf {A} _{\mu }} {\displaystyle (\mu =0,\;1,\;2,\;3)}, непрерывного во всём пространстве. Поэтому при наличии магнитных зарядов уравнения движения заряженных частиц не выводятся из вариационного принципа наименьшего действия.

## Дираковский монополь
Поль Дирак предположил существование частицы с магнитным зарядом и пришёл к нетривиальному заключению, что магнитный заряд предполагаемого монополя не может иметь произвольного значения, но должен быть равен целому кратному определённого количества магнетизма.
Задача определения векторного потенциала {\displaystyle A}, дающего магнитное поле {\displaystyle H}, математически эквивалентна задаче определения системы токов {\displaystyle j'}, создающих магнитное поле {\displaystyle H'}. Из точки, испускающей постоянный поток магнитного поля, должен вытекать постоянный ток с равномерной плотностью во всех направлениях. Чтобы его поддерживать, надо по проводящей нити подводить ток к этой точке, равный току, исходящему из этой точки по всем направлениям, причём сила этого тока равна магнитному заряду {\displaystyle g}. Поскольку расположение такой нити совершенно произвольно, то разность векторных потенциалов равна магнитному полю, создаваемому током, притекающим к точке по одной нити и утекающим по другой нити. Такое магнитное поле можно представить в виде многозначного потенциала, значение которого в каждой точке пространства изменяется при каждом обходе контура, связанного с нитью, на величину силы тока, умноженной на {\displaystyle 4\pi }. Из квантовой механики известно, что волновая функция {\displaystyle \psi }, характеризующая частицу с зарядом {\displaystyle e} при изменении {\displaystyle A\to A+\operatorname {grad} f} как {\displaystyle \psi \to \psi \exp \left({\frac {ie}{\hbar c}}f\right)}. При обходе контура {\displaystyle f=4\pi g}. Но при обходе контура волновая функция не должна измениться, поэтому {\displaystyle \exp \left({\frac {ie}{\hbar c}}4\pi g\right)=1}. Комплексное число равно единице, если оно представлено как {\displaystyle \exp(2\pi in)}, где {\displaystyle n} — произвольное целое число. Поэтому: {\displaystyle {\frac {ie}{\hbar c}}4\pi g=2\pi in}, где {\displaystyle n} — целое число. Таким образом, магнитный заряд {\displaystyle g} частицы должен быть кратен элементарному магнитному заряду {\displaystyle g_{0}={\frac {\hbar c}{2e}}}, где {\displaystyle e} — элементарный электрический заряд.
Обратное утверждение: существование магнитного заряда не противоречит стандартной квантовой механике только в том случае, если электрические заряды всех частиц квантуются. (Таким образом, существование в природе хотя бы одного магнитного монополя с определённым зарядом объяснило бы наблюдаемую на опыте кратность электрических зарядов частиц величине {\displaystyle e}; магнитный заряд при этом тоже с необходимостью квантовался бы.)
Условие квантования Дирака обобщается на взаимодействие двух частиц, каждая из которых обладает как электрическим, так и магнитным зарядом (такие частицы называется дионами)
{\displaystyle {\frac {e_{1}g_{2}-e_{2}g_{1}}{2\pi \hbar c}}=n.}
(В используемой системе единиц {\displaystyle e} и {\displaystyle g} имеют одинаковую размерность, причём заряд {\displaystyle e} фиксирован соотношением {\displaystyle e^{2}/(4\pi \hbar c)=1/137}.)
В нерелятивистском приближении сила, действующая на дион 1 с координатами {\displaystyle r} и скоростью {\displaystyle v} со стороны диона 2, закреплённого в начале координат, равна
{\displaystyle F={\frac {(e_{1}e_{2}+g_{1}g_{2})\mathbf {r} +(e_{1}g_{2}-e_{2}g_{1}){\dfrac {[\mathbf {vr} ]}{c}}}{4\pi r^{3}}}.}
Отметим, что входящие в эту формулу комбинации зарядов инвариантны относительно дуального преобразования.

## Модель Хофта — Полякова
В 1974 году Александр Поляков и Герард Хофт независимо обнаружили, что существование магнитного монополя не только возможно, но и обязательно в полевых теориях определённого класса. В моделях великого объединения, рассматривающих симметрию относительно фазовых преобразований волновых функций заряженных частиц как составную часть более широкой неабелевой калибровочной симметрии, электромагнитное поле связано с мультиплетом заряженных калибровочных полей {\displaystyle X} с большими массами (эти массы возникают при спонтанном нарушении симметрии). Для некоторых калибровочных групп симметрии существуют устойчивые конфигурации полей {\displaystyle X}, локализованные в области размером {\displaystyle l<\hbar /(M_{X}c)} и создающие вне этой области сферически симметричное магнитное поле. Существование таких конфигураций зависит от топологических свойств калибровочной группы, точнее, от того, каким образом в неё вложена подгруппа симметрии, сохранившейся после спонтанного нарушения. Стабильность этих магнитных монополей определяется особым поведением полей на больших расстояниях от центра. Масса магнитного монополя {\displaystyle M_{m}} может быть вычислена, она зависит от конкретной полевой модели, однако во всяком случае должна быть большой, {\displaystyle M_{m}\gg M_{X}} (по оценке, для широкого класса моделей {\displaystyle M_{m}\sim 10^{16}~{\frac {\text{GeV}}{c^{2}}}}). Эти магнитные монополи могли бы рождаться в горячей Вселенной вскоре после Большого Взрыва при фазовом переходе, связанном со спонтанным нарушением симметрии и возникновением отличных от нуля однородных скалярных полей в вакууме. Количество рождающихся магнитных монополей определяется процессом развития Вселенной на ранней стадии, поэтому по их отсутствию в настоящее время можно судить об этом процессе. Одно из объяснений того, что реликтовые магнитные монополи не обнаружены, даётся теорией раздувающейся Вселенной (инфляции). Магнитные монополи Хофта — Полякова обладают некоторыми необычными свойствами, благодаря которым их было бы легко обнаружить. В частности, взаимодействие с магнитным монополем может стимулировать распад нуклона, предсказываемый некоторыми моделями великого объединения, то есть выступать в качестве катализатора такого распада.

## Основные физические свойства

### Заряд магнитного монополя
Размерность заряда магнитного монополя совпадает с размерностью электрического заряда в системе СГС:
{\displaystyle g_{D}={\frac {c\hbar }{2e}}={\frac {e}{2\alpha _{E}}}\approx 137e/2,}
где {\displaystyle c} — скорость света в вакууме, {\displaystyle \hbar } — постоянная Дирака и {\displaystyle e} — элементарный заряд.
В системе СИ размерности магнитного и электрического зарядов различны (конвенция вебера[прояснить]):
{\displaystyle g_{D}={\frac {h}{e}},}
где {\displaystyle h} — постоянная Планка.
Конвенция ампер-метра[прояснить] (СИ):
{\displaystyle g_{D}={\frac {hc^{2}}{\varepsilon _{0}}}.}

### Константа связи монополя
Электрические заряды имеют достаточно малую константу связи (т. н. постоянную тонкой структуры). В системе СГС она имеет следующее значение:
{\displaystyle \alpha _{E}={\frac {e^{2}}{c\hbar }}\approx 1/137.\ }
В СИ мы имеем более громоздкое выражение:
{\displaystyle \alpha _{E}={\frac {e^{2}}{2hc\varepsilon _{0}}}\approx 1/137,\ }
где {\displaystyle \varepsilon _{0}} — электрическая постоянная.
Аналогичным образом можно ввести и магнитную константу связи для системы СГС:
{\displaystyle \beta _{E}={\frac {g_{D}^{2}}{c\hbar }}={\frac {1}{4\alpha _{E}}}=34{,}25.\ }
Для СИ имеет место выражение:
 — конвенция вебера:
{\displaystyle \beta _{E}={\frac {g_{D}^{2}}{2hc\mu _{0}}}={\frac {1}{4\alpha _{E}}}=34{,}25,\ }
 — конвенция ампер-метра:
{\displaystyle \beta _{E}={\frac {g_{D}^{2}\mu _{0}}{2hc}}={\frac {1}{4\alpha _{E}}}=34{,}25,\ }
где {\displaystyle \mu _{0}} — магнитная постоянная вакуума. Магнитная константа значительно больше единицы, и поэтому использование пертурбативных методов в квантовой электродинамике для магнитных зарядов не предоставляется возможным.

### Масса монополя
Теория Дирака не предсказывает «массу магнитного монополя». Поэтому в настоящее время отсутствует единое мнение по оценке массы монополя (эксперимент только указывает на нижнюю границу). Значение массы электрона является чисто экспериментальным фактом и не предсказывается Стандартной моделью.

#### Нижняя оценка массы монополя
Нижнюю оценку для массы монополя можно оценить исходя из классического радиуса электрона (система СИ):
{\displaystyle r_{0}={\frac {e^{2}}{4\pi \varepsilon _{0}m_{0}c^{2}}}={\frac {\alpha _{E}\lambda _{0}}{2\pi }},\ }
где {\displaystyle \lambda _{0}} — комптоновская длина волны электрона,
{\displaystyle m_{0}} — масса электрона.
Аналогичным образом можно ввести значение для классического радиуса магнитного монополя (система СИ (конвенция вебера)):
{\displaystyle r_{D0}={\frac {g_{D}^{2}}{4\pi \mu _{0}m_{D}c^{2}}},\ }
где {\displaystyle m_{D}} — масса монополя. Таким образом, приравнивая классические радиусы, можно получить нижнюю оценку массы монополя:
{\displaystyle m_{D}=\left({\frac {g_{D}}{e}}\right)^{2}{\frac {\varepsilon _{0}}{\mu _{0}}}m_{0}={\frac {1}{4\alpha _{E}}}m_{0}\approx 4692m_{0}.\ }

## Попытки найти монополь
Неоднократные попытки экспериментального обнаружения магнитного монополя не увенчались успехом. Особенно интенсивно поиски магнитного монополя космического происхождения проводились с начала 1980-х годов. Эксперименты можно разделить на несколько групп.
1. Магнитный монополь можно обнаружить непосредственно по связанному с ним магнитному потоку. Прохождение магнитного заряда {\displaystyle ng_{0}} сквозь сверхпроводящий контур изменит поток на {\displaystyle 2\pi \Phi _{0}}, где {\displaystyle \Phi _{0}\sim 2\cdot 10^{-3}\,Gm^{2}} — квант магнитного потока, и явление электромагнитной индукции приведёт к скачку тока в контуре, который может быть измерен с помощью сверхпроводящего квантового интерферометра (так называемого «СКВИДа» — SQUID, англ. superconducting quantum interference detector). По теоретическим оценкам, плотность монополей настолько мала, что через один прибор пролетает один монополь в год: в среднем один монополь приходится на 1029 нуклонов. Несмотря на то, что были зафиксированы обнадёживающие события, в частности событие Бласа Кабреры (Blas Cabrera) в ночь на 14 февраля 1982 года[10] (иногда в шутку называемый «монополем Дня святого Валентина»), эти эксперименты не удалось воспроизвести, и существование монополей не было установлено.
2. Тяжёлый магнитный монополь должен обладать высокой проникающей способностью и создавать на своём пути сильную ионизацию. Поэтому для поисков магнитного монополя использовались подземные детекторы, сооружённые для изучения потоков космических нейтрино и поисков распада протона. Вероятность того, что пролетающий монополь родит фотон в детекторе, является убывающей функцией его массы. Недавние эксперименты на Тэватроне[11] показали, что монополи с массами менее 600 и 900 ГэВ в зависимости от спина не существуют, в то время как верхний предел их массы равен 1017 ГэВ.
3. Проводились также поиски магнитных монополей, захваченных в магнитных рудах земного и внеземного (метеориты, Луна) происхождения[12], а также треков, оставленных ими в слюде, заключённой в древних земных породах. Ставились и опыты с целью обнаружения процессов рождения магнитных монополей при столкновениях частиц высокой энергии на ускорителях, однако массы таких магнитных монополей, естественно, ограничены энергией, доступной на современных ускорителях. Наиболее сильное ограничение на возможное число магнитных монополей в космическом пространстве дают соображения, связанные с наличием галактических магнитных полей, так как монополи ускорялись бы в этих полях, отбирая тем самым энергию у их источников, что приводило бы к ослаблению полей со временем. Численная оценка этого ограничения зависит от ряда предположений, но едва ли поток космических магнитных монополей в единичном телесном угле может превосходить 10−12 м−2 ср−1.
4. Также магнитный монополь может быть обнаружен по инициируемому им барионному распаду. В работах Рубакова[13] и Каллана[14] был сделан вывод, что в присутствии магнитного монополя для различных вариантов теории великого объединения возможны процессы с несохранением барионного числа. Эти процессы могут быть зафиксированы, в частности, с помощью различных черенковских детекторов большого объема, таких как Байкальский нейтринный детектор[15]. Как указывалось выше, до сих поиски магнитного заряда не увенчались успехом, поэтому результаты подобных исследований оформляются в виде ограничений на возможный поток магнитных монополей, см., например,[15][16]. Однако, в одном из сеансов накопления данных в байкальском нейтринном детекторе НТ200 было найдено событие, которое может быть интерпретировано как регистрация прохождения магнитного заряда через рабочий объем детектора. На фоне долгих безуспешных попыток обнаружить магнитный заряд это событие было столь неожиданным, что редакция журнала Ядерная Физика Российской академии наук отказалась публиковать направленную в адрес журнала научную статью. Комментируя ситуацию, официальный эксперт Физического отделения наук РАН сообщила, что подобный отказ не препятствует открытой публикации полученных результатов в зарубежных научных изданиях или сети Интернет.

С сентября по декабрь 2012 года прошёл первый полноценный сеанс работы детектора Большого адронного коллайдера MoEDAL на энергии столкновений 8 ТэВ и светимости 0,75 бн−1. Результат поиска магнитных монополей отрицательный, но в зависимости от величины (магнитного) заряда и массы (а она сканировалась в области от 100 ГэВ до 3,5 ТэВ) ограничение на сечение составило от десятков фемтобарн до десятков пикобарн.
В 2015 году детектор Большого адронного коллайдера MoEDAL произвёл поиск магнитных монополей при энергии столкновений 13 ТэВ. Никаких следов магнитных монополей с массой вплоть до 6 ТэВ и магнитным зарядом вплоть до 5 дираковских единиц обнаружено не было, вопрос их существования остался открытым.

### Магнитные «квазимонополи»
В некоторых системах в физике конденсированного состояния вещества могут существовать структуры, напоминающие магнитный монополь — трубки магнитного потока (англ. flux tubes). Концы магнитной трубки образуют магнитный диполь, однако поскольку их движение независимо, во многих случаях они могут приближённо рассматриваться как независимые квазичастицы-монополи.
В сентябре 2009 года сразу несколько независимых исследовательских групп объявило об обнаружении в твёрдом теле (спиновом льду из титаната диспрозия Dy2Ti2O7) квазичастиц, имитирующих магнитные монополи (то есть выглядящих как монополи на расстояниях, значительно превышающих постоянную кристаллической решётки). В некоторых СМИ и научно-популярных публикациях это наблюдение было подано как обнаружение магнитных монополей.
Однако эти явления не связаны и, согласно сообщению в Physics World, магнитные монополи, обнаруженные в «спиновом льду», своим происхождением отличаются от фундаментальных монополей, предсказываемых теорией Дирака.
Обнаруженные «монополи» являются квазичастицами (магнитные силовые линии, входящие в одну из таких квазичастиц, остаются замкнутыми, проходя сквозь тонкий «шнур», соединяющий две такие квазичастицы, каждая из которых в этом смысле не представляет собой изолированный магнитный заряд), а не элементарными частицами, поэтому данное открытие не произвело переворота в физике элементарных частиц. Тем не менее «квазимонополи» интересны сами по себе и являются объектом интенсивных исследований. Теоретически подобные образования могут существовать не только в спиновом льду, но также в конденсате Бозе — Эйнштейна. Их обнаружила группа учёных из Бостона. Они смоделировали на компьютере очень холодное облако атомов газа Бозе. Они создали вихрь из него и получили то, что очень похоже на монополь Дирака, но не является таковым. Затем они смогли создать такой вихрь в эксперименте. В январе 2014 года учёным из США и Финляндии удалось создать и сфотографировать «магнитный монополь» такого же типа.